# Pieter Ombregt
Pieter Ombregt (* 11. Juni 1980 in Kanegem, Provinz Westflandern, Belgien; † 11. September 2007 in Matteson, Illinois, Vereinigte Staaten) war ein belgischer Fotograf und Radrennfahrer.

## Biografie
Pieter Ombregt studierte Fografie am Columbia College in Chicago (2003). Dann war er als erfolgreicher Kunstfotograf in Chicago tätig. Gleichzeitig war er Preparator am Museum of Contemporary Photography in Chicago und Assistant Photographer im dortigen Paul Elledge Studio.
Daneben war er als Radrennfahrer aktiv und erzielte diverse Platzierungen bei US-amerikanischen Rennen. Er starb infolge seiner Verletzungen, die er nach einem Sturz bei einem Fahrradrennen erlitt.

## Ausstellungen und Auszeichnungen
- Einzelausstellungen in Chicago, Bergen (Norwegen), und Antwerpen (2009).
- Zu seiner Ehre wurde nach seinem Tode eine Stiftung, die seinen Namen trägt, der Pieter Ombregt Scholarship Fund,[3] geschaffen, mit dem Ziel, junge talentierte Fotografen bei ihrem Studium zu unterstützen.
- Erster Preis für Fotografie am Columbia College im Jahre 2005
- „International Color Awards“ (Section „Fine Art Photography“) (2008)[1]
- Bilder von Pieter Ombregt wurden 2008 im Photography Masters Cup Yearbook 2008"[4] veröffentlicht
- „Pieter hat in seiner kurzen Laufbahn“, so schreibt die belgische Zeitung Nieuwsblad[5] „viel verwirklicht“.

## Veröffentlichungen
- Pieter Ombregt: Color and Black & White Studies. (im Museum of Contemporary Photography von Chicago erhältlich)